# تکنیک درب صورت
تکنیک در صورت یا تکنیک درب صورت (به انگلیسی: door-in-the-face (DITF) technique)، یک روش انطباقی و شیوه‌ای معمول در مورد مطالعهٔ روانشناسی اجتماعی است.
متقاعدکننده تلاش می‌کند با تقاضای بزرگی که پاسخ‌دهنده احتمالاً او را رد می‌کند، پاسخ‌دهنده را متقاعد کند که کمی انطباق داشته باشد، دقیقاً مانند ضربه زدن استعاره‌ای به درب در صورت متقاعدکننده است. پاسخ‌دهنده احتمالاً با درخواست دوم، منطقی‌تر موافقت می‌کند، تا اینکه اگر همان درخواست دوم را ابتدا بیان کند.
می‌توان تکنیک درب صورت را با تکنیک پای درب مقایسه کرد، که در آن یک متقاعدکننده با یک درخواست کوچک شروع می‌کند و به تدریج خواسته‌های هر درخواست را افزایش می‌دهد.
هر دو روش تکنیک درب صورت و تکنیک پای درب احتمال موافقت پاسخ‌دهنده با درخواست دوم را افزایش می‌دهند.